# Port du Havre-Antifer
Pour les articles homonymes, voir Havre (homonymie) et Antifer.
Ne doit pas être confondu avec Port du Havre.
Le terminal du Havre-Antifer est un terminal pétrolier propriété de HAROPA PORT. Il est situé à une vingtaine de kilomètres au nord du Havre et au sud d’Étretat, dans la commune de Saint-Jouin-Bruneval. Il s’agit d’un port destiné à accueillir des super-pétroliers à grande capacité et fort tirant d'eau.
C'est le 2e port pétrolier de France, derrière Marseille, avec environ 20% des importations françaises.

## Histoire
Déjà, en 1782, un projet de port à cet endroit-là a été conçu par l'ingénieur hydrographe Jacques-Élie Lamblardie.
Entre 1967, la conquête de l'isthme de Suez par Israël lors de la guerre des Six Jours, et 1975 le canal de Suez fut fermé : la rive Ouest était occupée par les Égyptiens et la rive Est par les Israéliens. Les pétroliers devaient effectuer un détour par le cap de Bonne-Espérance pour se rendre du Moyen-Orient en Europe. Afin de rentabiliser le voyage, des pétroliers de gabarit beaucoup plus important furent construits. Mais ceux-ci ne rentrant pas dans certains ports traditionnels, des avant-ports en eaux profondes furent construits.
Le 11 décembre 1969, le conseil interministériel, sous la présidence de Georges Pompidou, président de la République, décide de retenir le site de la baie de Seine - celui de Saint-Jouin-Bruneval - pour construire un terminal pétrolier susceptible d’accueillir des navires de 500 000 à 1 million de tonnes.
Les travaux durent 4 ans : ils débutent en avril 1972 pour s'achever en février 1976. L'inauguration a lieu le 25 juin 1976 en même temps que le baptême du Batillus, le plus gros tanker du monde avec ses 554 000 tpl.

## Infrastructures et installations
Initialement, le complexe était destiné à accueillir des super-pétroliers de 451 m de long pour 63 m de largeur avec un tirant d'eau de 28,5 m. Cependant, la disposition naturelle des lieux permet l'arrivée de bâtiments de 500 m à la largeur de 90 m pour un tirant d'eau jusqu'à 35 m (550 000 tpl).
Une digue circulaire de 3 500 m a été érigée dans la mer pour y parquer les pétroliers.
Le site dispose d'une capacité de stockage de 640 000 m³ et il est relié par pipeline (de 26 km de long) aux installations pétrolières de la CIM au Havre (groupe CIM-CCMP de NOVEN).
Les installations pétrolières de TotalEnergies et ExxonMobil, en bordure de Seine à Port-Jérôme-sur-Seine, sont également reliées par un réseau de conduites souterraines au départ des installations d'Antifer.

## Projet de terminal gazier

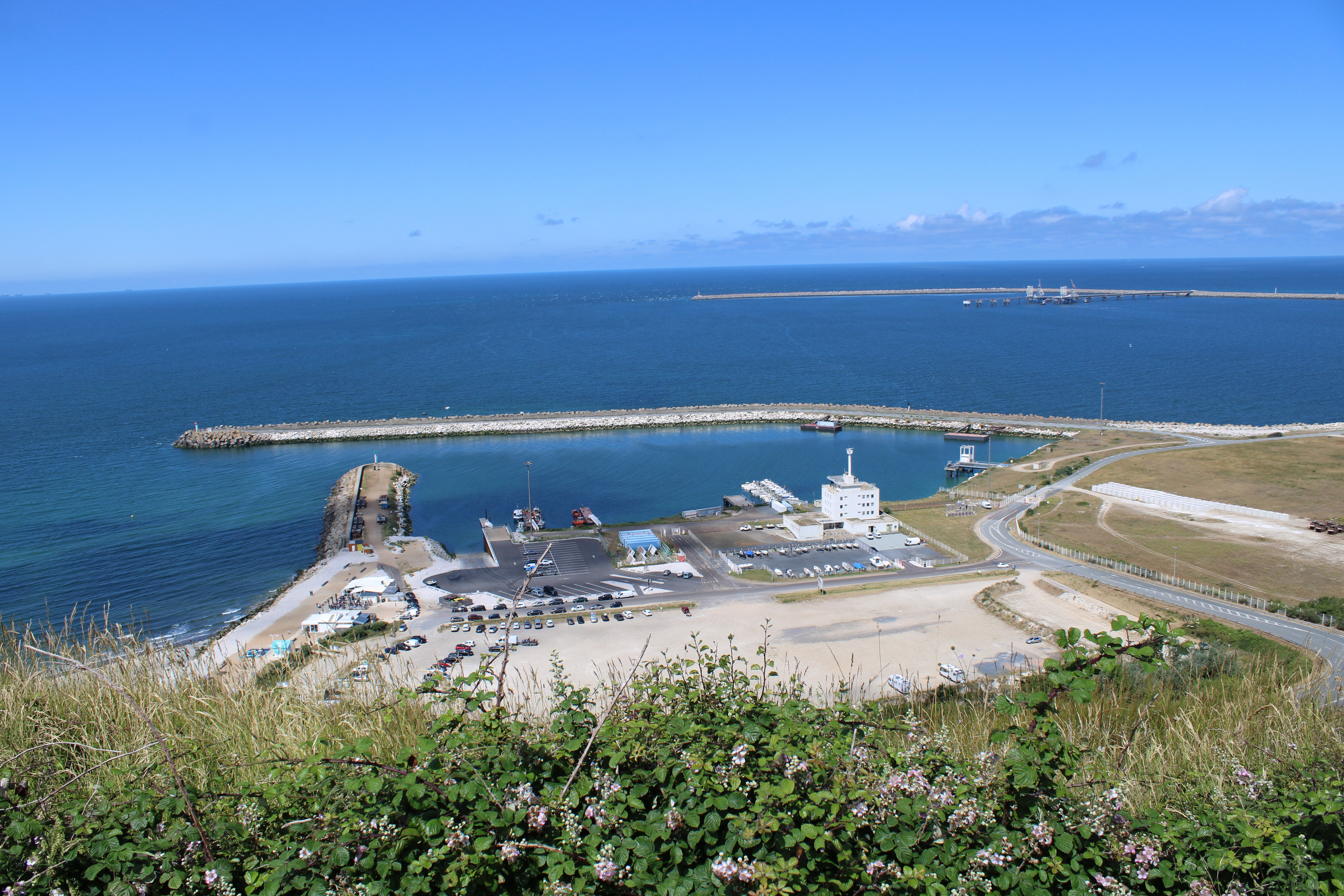
Vue du port en juillet 2022.

Il exista un projet de réception de navires méthaniers chargés de gaz naturel liquéfié (GNL) et de construction d'un centre de préparation et distribution de gaz, pour le compte de Gaz de Normandie, une filiale de Poweo, un opérateur concurrent de Gaz de France (devenu Engie). Le projet a finalement été abandonné en 2011. NB: il a existé un terminal méthanier de Gaz de France à l'intérieur du port du Havre de 1965 à 1989.
Le 26 mars 2022, la presse annonce la création d'un nouveau terminal méthanier flottant au Havre à la demande du gouvernement français. Cette initiative fait suite à l'invasion militaire de l'Ukraine par la Russie et à la grande dépendance au gaz naturel russe de l'Europe.
Amarrée quai de Bougainville et reliée au réseau de gazoducs terrestre, cette installation s'appuie sur l'exploitation d'une Unité flottante de production, de stockage et de déchargement (FPSO ou FPSU), c'est-à-dire un navire méthanier modifié pour stocker et regaséifier le gaz liquéfié. Portée par les sociétés françaises TotalEnergies et GRTgaz, filiale d'Engie, elle permet l'importation du gaz naturel liquéfié par bateau.
Le terminal a démarré son exploitation en octobre 2023.

## Écologie
La zone est protégée : la valleuse d'Antifer au nord du port et du cap d'Antifer est une zone naturelle d'intérêt écologique, faunistique et floristique.
La digue du terminal pétrolier modifie les courants et donc la dérive littorale des galets, ce qui crée des zones d'accumulation, ou "falaise morte" et probablement des zones d'érosion.